# WordPad
WordPad — текстовий редактор, що входить до складу Microsoft Windows, починаючи з Windows 95.
Має більший набір інструментів ніж Блокнот, але не дотягує до рівня повноцінного текстового процесора на зразок Microsoft Word. WordPad є прямим нащадком програми Windows Write, що з'явилася ще в Windows 1.0.
Від січня 2024 року WordPad більше не встановлювався автоматично з випуском Windows 11 (збірка 26020), оголошено, що він не буде доступним для повторного встановлення і наступника теж не буде.

## Функції
Підтримує форматування і друк тексту, включаючи шрифти, жирний, підкреслений текст та курсив, кольоровий текст, вирівнювання тощо, але не має ряду таких важливих інструментів як таблиці, засоби перевірки орфографії та словник.
Рідний формат зберігання тексту WordPad — Rich Text Format, у якому він може редагувати та читати, але не підтримує таких функцій, як «додаткові» кольори, фонові кольори, нумеровані списки, марковані списки. Серед його переваг слід зазначити малий розмір (а разом із цим, відсутність надлишкових даних для цього формату), швидкість і простоту.
При вставці інформації з HTML документу він конвертує її в RTF. WordPad підходить для написання листів, простої текстової інформації. Зручний у використанні на планшетах і смартфонах.

## Історія
WordPad був представлений у Windows 95, замінюючи собою Microsoft Write, що входив у комплект з минулими версіями Windows (3.11 і раніше).
У Windows 95 до Vista, як шрифт за умовчанням використовувався Arial 10, у Windows 7 він змінився на Calibri 11.
На початку вересня 2023 року, компанія Microsoft повідомила про плани назавжди видалити текстовий редактор WordPad з операційних систем Windows 10 та Windows 11. Починаючи з 1995 року, редактор WordPad був доступний у кожній версії Windows. Він надавав користувачам базові можливості для редагування тексту з підтримкою RTF, DOC, ODT та інших популярних форматів. Тепер розробники рекомендують використовувати інше програмне забезпечення, включаючи пакет Microsoft Word. «Дуже скоро WordPad перестане отримувати оновлення і буде повністю видалено з операційної системи Windows. Ми рекомендуємо використовувати Microsoft Word для роботи з документами .doc і .rtf, а також Блокнот для редагування файлів .txt», — було зазначено в повідомленні Microsoft.